# Łomna (powiat nowodworski)

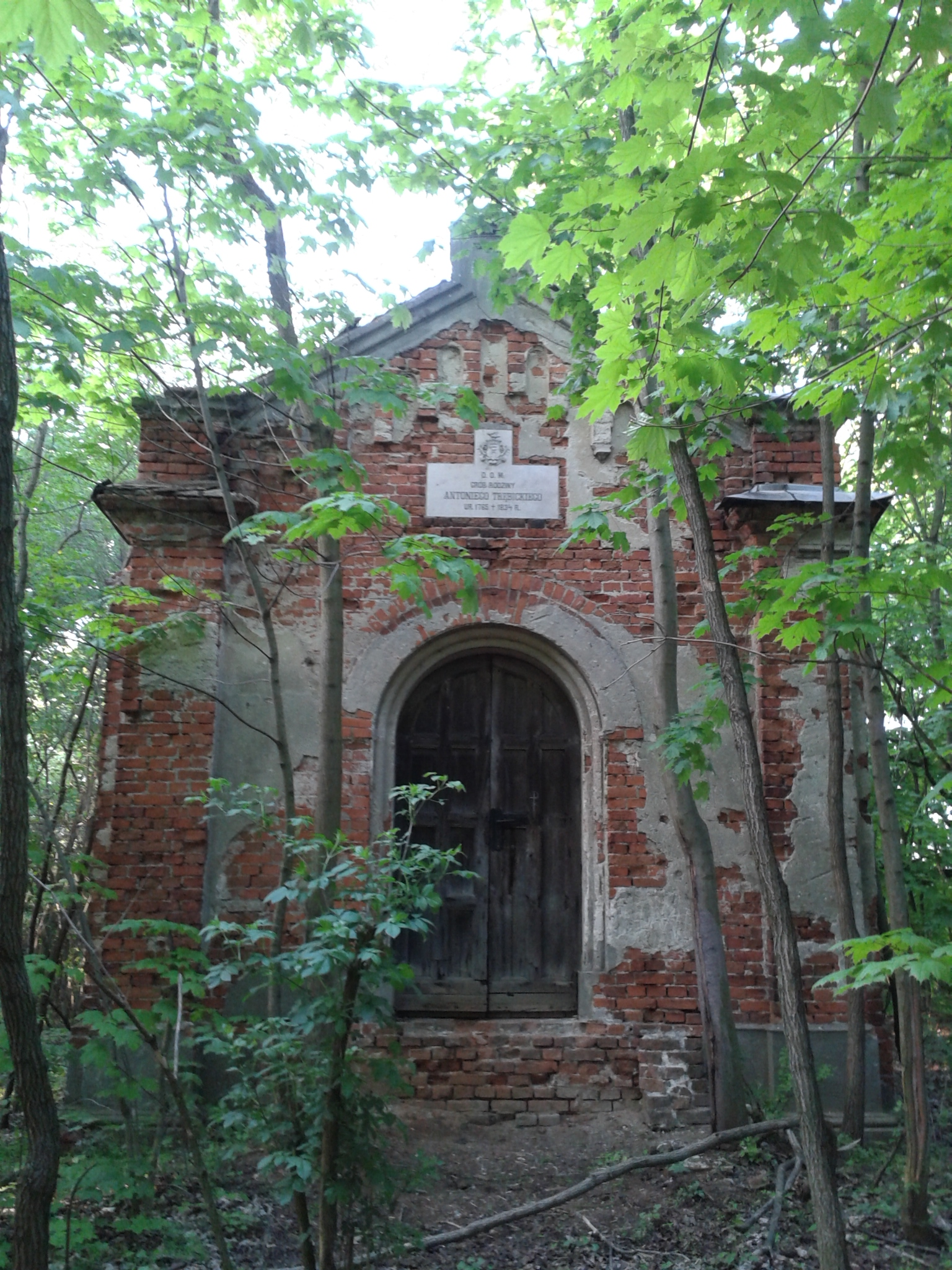
Kaplica grobowa Trębickich

Łomna (także Łomna Duża) – wieś sołecka w Polsce położona w województwie mazowieckim, w powiecie nowodworskim, w gminie Czosnów. Wieś jest usytuowana na dawnym szlaku Warszawa–Modlin między Łomną-Las a Cząstkowem Polskim. Obecnie trasa drogi krajowej nr przebiega równolegle do niej 1100 metrów na zachód.
W latach 1975–1998 miejscowość należała administracyjnie do województwa warszawskiego.

## Historia
Łomna to najstarsza wieś w Gminie Czosnów, wzmiankowana już w 1155 roku jako ośrodek duszpasterski należący do klasztoru kanoników z Czerwińska. W 1425 erygowana została tu parafia, a pierwszym proboszczem został ksiądz Andrzej, opat czerwiński ze Zgromadzenia Kanoników Regularnych Laterańskich. W 1461 r. biskup A. Bniński podarował proboszczowi z Łomnej dziesięcinę ze wsi Małocice, które leżały w tzw. kluczu żbikowskim dóbr biskupich. Dobra Łomnej należały nadal do opatów czerwińskich. W 1580 roku tuż obok założono wieś duchowną Łomni. Miejscowość znajdowała się wówczas w powiecie warszawskim, na ziemi warszawskiej w województwie mazowieckim. 
W czasie potopu szwedzkiego kościół został zniszczony i w 1667 r. powstał nowy, drewniany.
Na początku XIX w. na terenach należących od Łomnej osiedliło się kilka mennonickich rodzin kolonistów holenderskich. Kupli oni od Polaków grunty i założyli kolonię nazywaną Borki. W 1884 r. składały się na nią 3 zagrody o powierzchni 101 morgów. Do chwili obecnej zachowały się w krajobrazie ślady tradycyjnej gospodarki holenderskiej w postaci stawów i kanałów odwadniających oraz sztuczne nasadzenia widoczne na terenie łąk i pastwisk obniżającym się w kierunku Wisły (w kierunku północnym).
W 1819 roku kasacie uległo opactwo czerwińskie, z którym Łomna związana była przez wieki. Majątek tworzący formalnie odrębną wieś Łomana-Las nabył Antoni hr. Trębicki. W roku 1820 w Łomnej gościł Michał Oczapowski, który pomógł Trębickim wprowadzić nowoczesne, jak na tamte czasy, metody upraw i gospodarowania ziemią. Po śmierci Trębickiego w 1834 r. dobra przeszły na jego małżonkę Zofię z Rykaczewskich Trębicką.
W 1874 roku Zofia Trębicka ufundowała murowany kościół parafialny pw. św. Mikołaja według projektu Henryka Marconiego, który został zniszczony w czasie I wojny światowej. Odbudowano go w 1929 r.
Podczas II wojny światowej Łomna znalazła się na terenach anektowanyzch bezpośrednio przez Rzeszę – włączono ją do powiatu Płońsk, który przyłączono do Prus Wschodnich. Granica Generalnego Gubernatorstwa przebiegała między Łomną a Łomną-Las. Wiosną 1940 r. hitlerowcy wypędzili mieszkańców na okres ok. miesiąca do Puszczy Kampinoskiej, w kierunku Wilkowa. Wieś została wówczas splądrowana, a majątek Trębickich rozgrabiony. Wielu mieszkańców zostało przez hitlerowców aresztowanych i deportowanych do pracy na terenie Prus Wschodnich.
W roku 1945 proboszcz parafii Łomna ks. Edward Gregorkiewicz wspomógł finansowo pierwsze prace ekshumacyjne w miejscu kaźni w pobliskich Palmirach.
Po II wojnie światowej majątek Trębickich przejęło państwo, utworzono tu Państwowe Gospodarstwo Rolne nastawione na zasiew zbóż, roślin pastewnych i hodowlę bydła mlecznego (pogłowie powyżej 1000 sztuk). Po roku 1990 – mimo wypracowywanego zysku – PGR postawiono w stan upadłości i sprzedano. Obecnie zabudowania gospodarcze znajdują się w stanie daleko posuniętej i pogłębiającej się ruiny.
Od drugiej połowy lat 90. do Łomnej dociera komunikacja miejska z Warszawy i Łomianek (linia Ł). W Łomnej planowano budowę miasta na ok. 30 000 mieszkańców przez kapitał irlandzki na powierzchni 165 ha.

### Osoby związane z Łomną
- Józef Kazimierski
- Bolesław Kiełbasa
- Michał Oczapowski
- Antoni Trębicki

## Obiekty historyczne
- klasycystyczny kościół pw. św. Mikołaja Biskupa z 1874 r. według projektu Henryka Marconiego;
- kaplica grobowa hr. Antoniego (+1834) i Zofii z Rykaczewskich (+1867) Trębickich z I poł. XIX wieku;
- pozostałości parku z XIX w., który otaczał, uszkodzony podczas II wojny światowej i rozebrany na początku lat 50. XX w. dwór Trębickich (I poł. XIX w.), od wschodu położone są stawy;
- zarys części fundamentów dworu, zawalone, murowane piwnice, sklepione kolebkowo.
- na osi dawnego dworu biegnie aleja dojazdowa oraz ślady owalnego podjazdu,
- ruiny dawnej oficyny dworskiej, murowanej z cegły i otynkowanej na biało, powstała ona w I poł. XIX w., usytuowano ją na północ od dworu. Jednopiętrowa, pięcioosiowa budowla posiadała plan prostokąta, od wschodu dobudowano do niej kwadratową sień, a od południa parterowe przybudówki z XX w. Układ wnętrz jest dwutraktowy, przebudowany. Sień ujęto w narożach pilastrami toskańskimi, posiada wejście podkreślone obramieniem uszakowym w tynku; analogiczne obramienie mają drzwi z sieni do wnętrza, zwieńczone trójkątnym szczytem. Dach czterospadowy dawniej pokryty był dachówką, obecnie eternitem.
- ruiny rządcówki, murowanej z cegły, otynkowanej usytuowanej przy drodze przez wieś. Rzadcówkę wzniesiono w 1 poł. XIX w. Była to parterowa, sześcioosiowa budowla posadowiona na wysokich piwnicach. Posiadała plan wydłużonego prostokąta, układ jej wnętrz był dwutraktowy, z korytarzem, do którego wejście wiodło po schodkach z ganku od południa. Otwory okienne powiększono w XX w. Dach naczółkowy pokryto łupkiem. Rzadcówkę zniszczono w latach 80. XX w.
- na cmentarzu parafialnym kilka starych nagrobków z XIX i początku XX w.